# 198年
| 千纪： | 1千纪                                                                                           |
| 世纪： | 1世纪 \| 2世纪 \| 3世纪                                                                         |
| 年代： | 160年代 \| 170年代 \| 180年代 \| 190年代 \| 200年代 \| 210年代 \| 220年代                       |
| 年份： | 193年 \| 194年 \| 195年 \| 196年 \| 197年 \| 198年 \| 199年 \| 200年 \| 201年 \| 202年 \| 203年 |
| 纪年： | 戊寅年（虎年）；东汉建安三年                                                                    |

## 大事记
- 中國
  - 段煨以計殺死李傕。
  - 張楊部下楊醜造反，殺死張揚，有計劃的去投靠曹操，不料被眭固殺死。
  - 3月，曹操與張繡展開穰城之戰。
  - 10月，曹操屠彭城。
  - 曹操與呂布展開下邳之戰，因此呂布敗亡，被捕捉，曹操取得徐州。
  - 孫策被曹操表其為討逆將軍，進封吳侯，曹操將其子曹彰娶孫策族兄賁之女。
  - 孫策平定丹陽。
  - 祢衡因為羞辱黃祖而被殺死。
  - 袁紹率兵攻公孫瓚，展開易京之戰。
- 羅馬帝國
  - 卡拉卡拉成為羅馬帝國第二十二任皇帝，與父親塞提米烏斯·塞維魯斯共治。

## 各国领袖

### 非洲
- 库施
  - 国王：Amanikhareqerem（190年－200年）

### 亚洲
- 中国
  - 东汉：
    - 皇帝：汉献帝（189年－220年）
- 朝鲜
  - 百济：
    - 国王：肖古王（166年－214年）

  - 高句丽：
    - 国王：山上王（197年－227年）

  - 新罗：
    - 国王：奈解尼师今（196年－230年）

### 欧洲
- 高加索伊比里亚
  - 国王：列夫一世（189年－216年）
- 罗马帝国
  - 皇帝：塞维鲁（193年－211年）

### 中东
- 奥斯若恩
  - 国王：Abgar IX（177年－212年）
- 安息
  - 国王：沃洛吉斯五世（191年－208年）

## 逝世
- 祢衡(173年生)25岁
- 楊醜
- 張楊
- 楊奉
- 李傕
- 韓暹